# Mes Kerman
Der Sanat Mes Kerman Football Club (persisch باشگاه فوتبال مس کرمان; Baschkeh-ye futbal-e Mes-e Kerman) ist ein iranischer Fußballverein aus Kerman.

## Geschichte
Der Klub Mes Kerman wurde am 2. März 1998 gegründet und ist die Fußball-Sparte des Sanat Mes Kerman Cultural and Athletic Club, zu dem auch das Radsportteam MES Kerman gehörte. Eigentümer und Hauptsponsor des Vereins ist die Kupfer-Industrie der Stadt Kerman Sanat Mes Kerman. 
Der größte Erfolg des Klubs ist der Aufstieg in die höchste Spielklasse (IPL) in der Saison 2005/06. Mes Kerman gelang in der abgelaufenen Spielzeit 2007/08 der zehnte Tabellenplatz, 2008/09 sogar der dritte Platz. Sie etablierten sich in den Folgejahren im Mittelfeld der Liga.

## Erfolge
- Iranischer Zweitligameister: 2005/06

## Trainer
- Miroslav Blažević (2011–2012)